# Finlands Läkarförbund

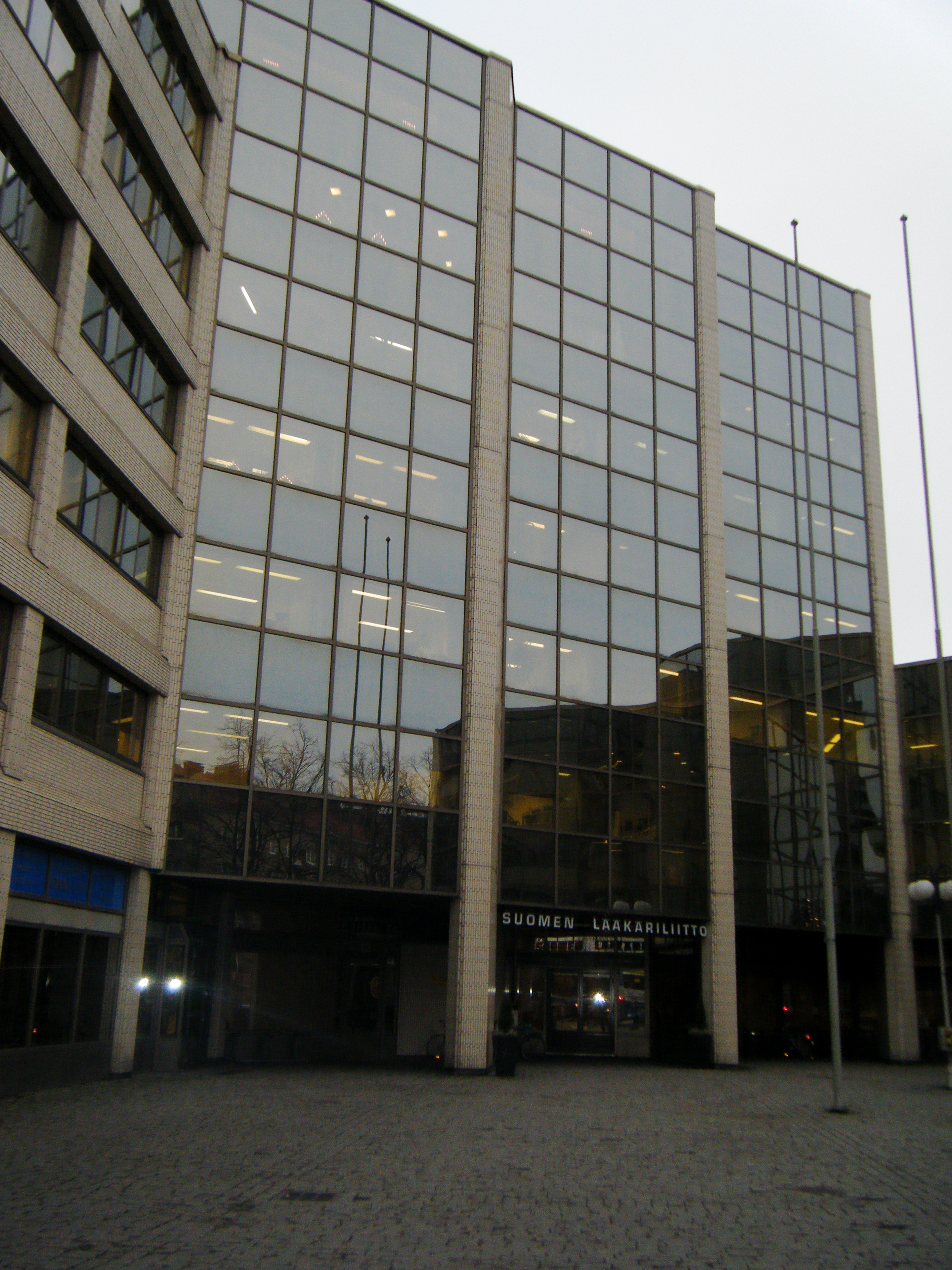
Läkarförbundets högkvarter i Helsingfors.

Finlands Läkarförbund (finska: Suomen Lääkäriliitto) bildades 1910 och har cirka 19 000 medlemmar. Drygt 90 procent av Finlands läkare är medlemmar i förbundet.